# Doljeşti
Doljeşti é uma comuna romena localizada no distrito de Neamţ, na região de Moldávia. A comuna possui uma área de 36.50 km² e sua população era de 7477 habitantes segundo o censo de 2007.